# Ordnance Survey National Grid

L'Observatoire royal de Greenwich selon lOrdnance Survey National Grid coordinate system.

Le Ordnance Survey National Grid reference system est un système de référence de carroyage utilisé en Grande-Bretagne. Il diffère du système de latitude et de longitude. 
Le système a été développé par l'Ordnance Survey (OS). Il est grandement utilisé lors de leurs recensements ainsi que dans les cartes (publiées par l'OS ou par des entreprises privées). Les données sont également utilisées dans d'autres publications telles des guides ou des documents gouvernementaux.
Il existe plusieurs systèmes de carroyage dans les Îles Britanniques. Cet article décrit le système créé seulement pour la Grande-Bretagne et ses îles périphériques (dont l'Île de Man). Le Irish grid reference system (en) est un système similaire créé par l'Ordnance Survey of Ireland pour l'île de l'Irlande. La Transverse Universelle de Mercator (UTM), permettant d'accéder à des grilles de références réparties dans le monde, est utilisé dans les îles Anglo-Normandes. Les institutions européennes utilisent également l'UTM ainsi que le système de référence de carroyage militaire (MGRS).

## Généralités

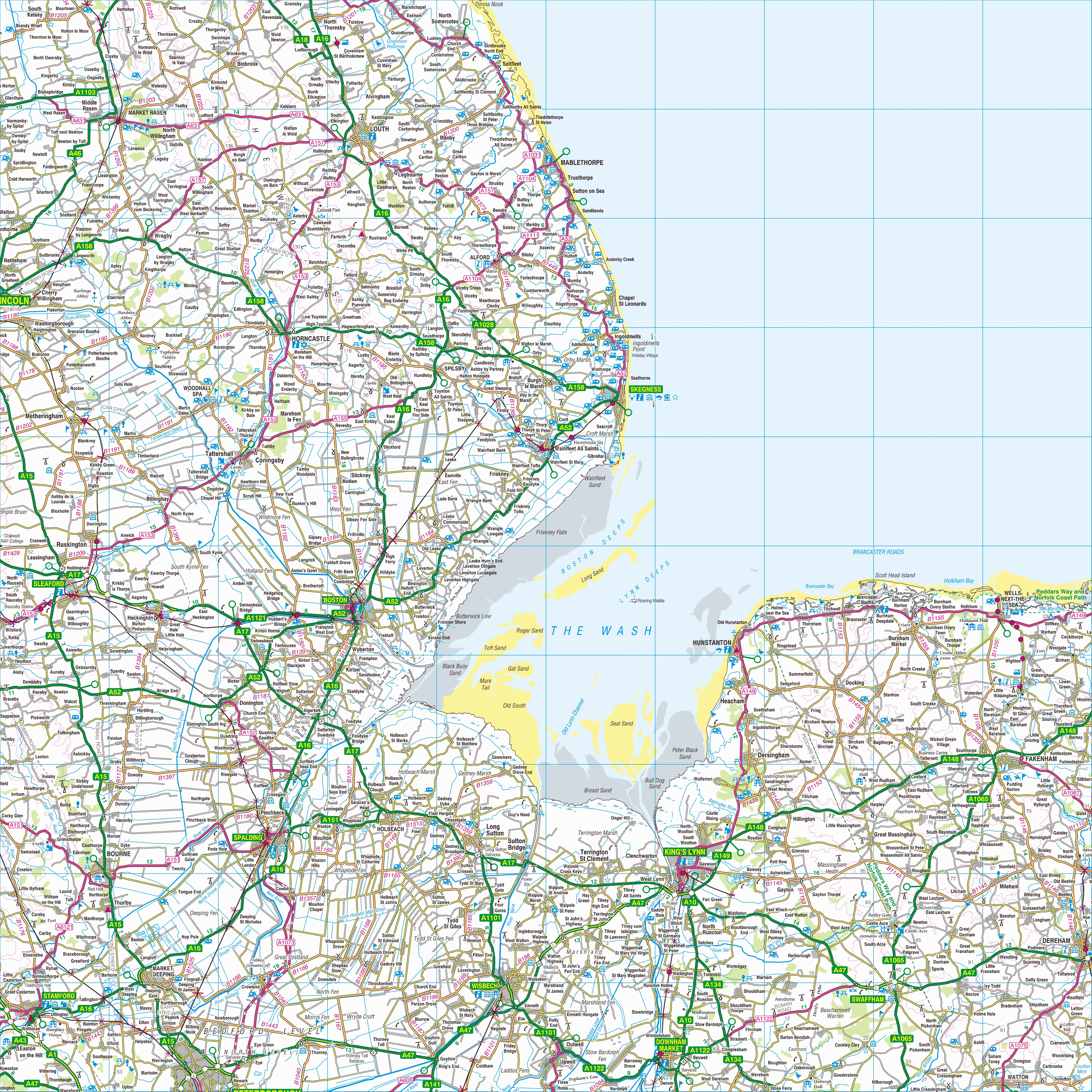
Grille carrée TF. La carte montre The Wash et la Mer du nord, ainsi que certains endroits du Lincolnshire, Cambridgeshire et Norfolk.

La grille est basée sur le système géodésique OSGB36 (Ordnance Survey Great Britain, 1936) basé sur le modèle ellipsoïdal de la Terre de George Biddell Airy (1830). Elle a été introduite après la retriangulation de 1936–1962.
Les cartographies modernes utilisent généralement le système GRS80, le même qui est utilisé par le système GPS. L'ellipsoïde d'Airy se différencie de celui du GRS80 en étant légèrement moins aplati et en supposant que le diamètre de la Terre est environ 1 km plus petit.
Les cartes présentent une projection transversale de Mercator (en) avec pour origine un point situé dans la Manche à 49° N et 2° W, soit entre les îles de Jersey et le port français de Saint-Malo.

## Lettres de la grille
La grille est d'abord divisée en carrés de 500 kilomètres (km) de côté, désignés par une première lettre. On remarque ceux-ci dessinés avec des lignes noires sur la carte ci-contre. Les carrés désignés S, T, N et H contiennent une partie significative du territoire de la Grande-Bretagne. Une petite partie du North Yorkshire est contenue dans le O.
Chacun des carrés est ensuite subdivisé en 25 carrés de 100 km de côté, désignés par une seconde lettre de A à Z, à l'exception du I. Le A débute au coin nord-ouest et le Z termine le coin sud-est. Ces carrés sont soulignés en gris pâle sur l'image ci-contre. Le méridien central (2° W) est souligné en rouge.